# Nacna trinubila
Nacna trinubila là một loài bướm đêm trong họ Noctuidae.